# Étienne Hirsch
Étienne Hirsch (* 24. Januar 1901 in Paris; † 17. Mai 1994 ebenda) war ein französischer Spitzenbeamter. Er war von 1959 bis 1962 Kommissionspräsident der Europäischen Atomgemeinschaft (EURATOM).

## Leben
Hirsch stammte aus einer bürgerlichen jüdischen Familie mit Wurzeln in Deutschland und Böhmen. Nach dem Studium an der École des mines de Paris arbeitete er in der chemischen Industrie, zunächst bei Saint-Gobain. Nachdem er dort 1924 seinen Arbeitsplatz aus rassistischen Gründen verloren hatte, wechselte er zum Kuhlmann-Konzern, wo er bis 1940 in leitender Position tätig war.
Vor der deutschen Wehrmacht floh er aus Frankreich zunächst nach London und wurde später in der Résistance unter dem Tarnnamen Commandant Bernard aktiv. Er wurde im Juli 1943 stellvertretender Direktor des Rüstungsamtes der Forces françaises libres in Algier und arbeitete mit Jean Monnet zusammen. Seine Eltern, Schwester, Nichten und Neffen wurden im Holocaust in Auschwitz ermordet.
Nach dem Ende des Krieges wurde Hirsch 1946 Beamter im Commissariat général du Plan unter Jean Monnet. Hirsch war 1950 an der Ausarbeitung des Schuman-Plans zur Gründung einer Europäischen Gemeinschaft für Kohle und Stahl beteiligt. Als Monnet 1952 erster Präsident der Hohen Behörde der Montanunion wurde, übernahm Hirsch von ihm die Leitung der französischen Planungsbehörde. Als Nachfolger von Louis Armand wurde Hirsch 1959 Kommissionspräsident der Europäischen Atomgemeinschaft (EURATOM), die er bis 1962 leitete. Von 1964 bis 1972 war er Präsident der Union der Europäischen Föderalisten.